# Okresní soud ve Svitavách
Okresní soud ve Svitavách je okresní soud se sídlem ve Svitavách, jehož odvolacím soudem je Krajský soud v Hradci Králové – pobočka v Pardubicích. Soud se nachází v historické budově v Dimitrovově ulici a rozhoduje jako soud prvního stupně ve všech trestních a civilních věcech, ledaže jde o specializovanou agendu (nejzávažnější trestné činy, insolvenční řízení, spory ve věcech obchodních korporací, hospodářské soutěže, duševního vlastnictví apod.), která je svěřena krajskému soudu.
Budovu soudu tvoří bývalá neorenesanční vila Johanna Budiga postavená v roce 1891, kterou soud začal využívat již po válce (během ní zde byl landrát, říšskoněmecký krajský úřad) a v roce 2005 k ní byla připojena moderní přístavba. Do přístavby byl sestěhován zbytek soudu, který do té doby využíval jiné budovy.

## Soudní obvod
Obvod Okresního soudu ve Svitavách se zcela neshoduje s okresem Svitavy, patří do něj území jen těchto obcí:
Banín •
Bělá nad Svitavou •
Bělá u Jevíčka •
Benátky •
Bezděčí u Trnávky •
Biskupice •
Bohuňov •
Bohuňovice •
Borová •
Borušov •
Brněnec •
Březina •
Březinky •
Březiny •
Březová nad Svitavou •
Budislav •
Bystré •
Cerekvice nad Loučnou •
Čistá •
Desná •
Dětřichov •
Dětřichov u Moravské Třebové •
Dlouhá Loučka •
Dolní Újezd •
Gruna •
Hartinkov •
Hartmanice •
Horky •
Horní Újezd •
Hradec nad Svitavou •
Chmelík •
Chornice •
Chotěnov •
Chotovice •
Chrastavec •
Janov •
Janůvky •
Jaroměřice •
Jarošov •
Javorník •
Jedlová •
Jevíčko •
Kamenec u Poličky •
Kamenná Horka •
Karle •
Koclířov •
Korouhev •
Koruna •
Křenov •
Kukle •
Kunčina •
Květná •
Lavičné •
Linhartice •
Litomyšl •
Lubná •
Makov •
Malíkov •
Městečko Trnávka •
Mikuleč •
Mladějov na Moravě •
Morašice •
Moravská Třebová •
Nedvězí •
Nová Sídla •
Nová Ves u Jarošova •
Oldřiš •
Opatov •
Opatovec •
Osík •
Pohledy •
Polička •
Pomezí •
Poříčí u Litomyšle •
Příluka •
Pustá Kamenice •
Pustá Rybná •
Radiměř •
Radkov •
Rohozná •
Rozhraní •
Rozstání •
Rudná •
Rychnov na Moravě •
Řídký •
Sádek •
Sebranice •
Sedliště •
Sklené •
Slatina •
Staré Město •
Stašov •
Strakov •
Suchá Lhota •
Svitavy •
Svojanov •
Široký Důl •
Študlov •
Telecí •
Trpín •
Trstěnice •
Tržek •
Třebařov •
Újezdec •
Útěchov •
Vendolí •
Vidlatá Seč •
Víska u Jevíčka •
Vítějeves •
Vranová Lhota •
Vrážné •
Vysoká •
Želivsko